# Malcolm Milne
Malcolm Milne (Beechworth, 9 novembre 1948) è un ex sciatore alpino australiano.
Portabandiera dell'Australia durante la cerimonia di apertura dei X Giochi olimpici invernali di Grenoble 1968, è stato il primo atleta del suo Paese a vincere una gara di Coppa del Mondo e primo non europeo a imporsi in una discesa libera.

## Biografia

### Stagioni 1966-1968
Sciatore polivalente originario di Thredbo e fratello di Ross, a sua volta sciatore alpino, Malcolm Milne debuttò in campo internazionale in occasione della 4ª Coppa Vitranc, il 18 febbraio 1966 a Kranjska Gora in slalom gigante senza completare la gara, e ai successivi Mondiali di Portillo 1966, sua prima presenza iridata, si classificò 41º nella discesa libera e 35º nello slalom gigante.
Esordì in Coppa del Mondo il 21 gennaio 1967 a Kitzbühel in discesa libera (58º) e l'anno dopo ai X Giochi olimpici invernali di Grenoble 1968, sua prima presenza olimpica, dopo esser stato portabandiera dell'Australia durante la cerimonia di apertura si classificò 24º nella discesa libera, 33º nello slalom gigante, 24º nello slalom speciale e 12º nella combinata, disputata in sede olimpica ma valida solo ai fini dei Mondiali 1968.

### Stagioni 1969-1972
Ottenne il primo risultato di rilievo in Coppa del Mondo nella discesa libera disputata a Val-d'Isère il 14 dicembre 1969, che vinse davanti allo svizzero Jean-Daniel Dätwyler e all'austriaco Karl Schranz; quel successo rimase anche il suo unico podio nel circuito. Nel febbraio seguente partecipò ai Mondiali di Val Gardena 1970, aggiudicandosi la medaglia di bronzo nella discesa libera e classificandosi 29º nello slalom gigante.
In Coppa del Mondo prese per l'ultima volta il via il 15 gennaio 1972 in discesa libera sulla Streif di Kitzbühel (6º); in seguito prese ancora parte agli XI Giochi olimpici invernali di Sapporo 1972, piazzandosi 23º nella discesa libera, 29º nello slalom gigante, 24º nello slalom speciale e 5º nella combinata, disputata in sede olimpica ma valida solo ai fini dei Mondiali 1972.

## Palmarès

### Mondiali
- 1 medaglia:
  - 1 bronzo (discesa libera[8] a Val Gardena 1970)

### Coppa del Mondo
- Miglior piazzamento in classifica generale: 14º nel 1970
- 2 podi:
  - 1 vittoria
  - 1 terzo posto

#### Coppa del Mondo - vittorie
| Data             | Località    | Paese   | Specialità |
| ---------------- | ----------- | ------- | ---------- |
| 14 dicembre 1969 | Val-d'Isère | Francia | DH         |

Legenda:

DH = discesa libera